# Martinskirche (Plieningen)

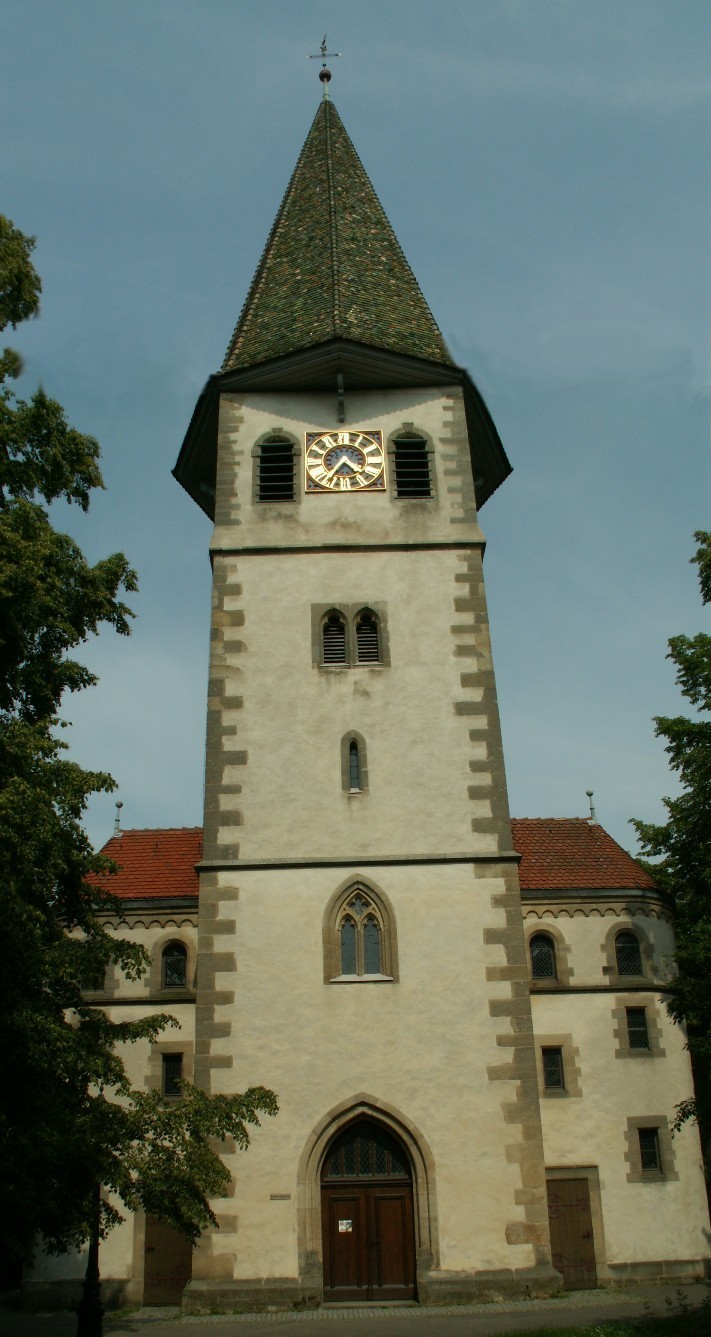
Martinskirche in Stuttgart-Plieningen (2006)

Die Martinskirche in Stuttgart-Plieningen ist die älteste Kirche Stuttgarts (Urkirche aus Holz, um 600) und einzigartig in Baden-Württemberg.

## Geschichte
Die ältesten Teile des Steinbaues der Plieninger Martinskirche stammen aus der romanischen Zeit: das Kirchenschiff mit dem spätgotischen Tor, die Rundbogenfenster, ein sorgfältig gearbeiteter Bogenfries mit Widder- und Menschenköpfen und Reliefplatten unter dem Dachgesims, unter anderem die Mantelspende des heiligen Martin von Tours darstellend. Sie stammen aus dem 12. Jahrhundert und sind somit die ältesten romanischen Reliefdarstellungen im Stuttgarter Raum. Der gotische Hochchor wurde 1517 vollendet. Das Kruzifix innerhalb der geweihten Kirche stammt aus dem Jahr 1520, die Stuckdecke ist aus dem Jahr 1751, die doppelte Empore aus dem Jahr 1909 und die Glasfenster stammen von Wolf-Dieter Kohler aus dem Jahr 1966.

## Gemeinde
Die Martinskirche ist eine der beiden Kirchen der heutigen evangelischen Kirchengemeinde Plieningen-Hohenheim, die am 11. November 2007 durch Zusammenschluss der bis dahin selbständigen Kirchengemeinden Plieningen und Hohenheim gebildet wurde. Die gesamte Kirchengemeinde Plieningen-Hohenheim hat ca. 3.900, im Bereich Plieningen leben ca. 2.800 Gemeindeglieder. Seit 2017 ist die Kirchengemeinde mit den Nachbargemeinden Asemwald, Birkach und Schönberg zur Evangelischen Verbundkirchengemeinde Plieningen-Birkach zusammengeschlossen. Sie gehört zum Kirchenkreis Stuttgart der Evangelischen Landeskirche in Württemberg.

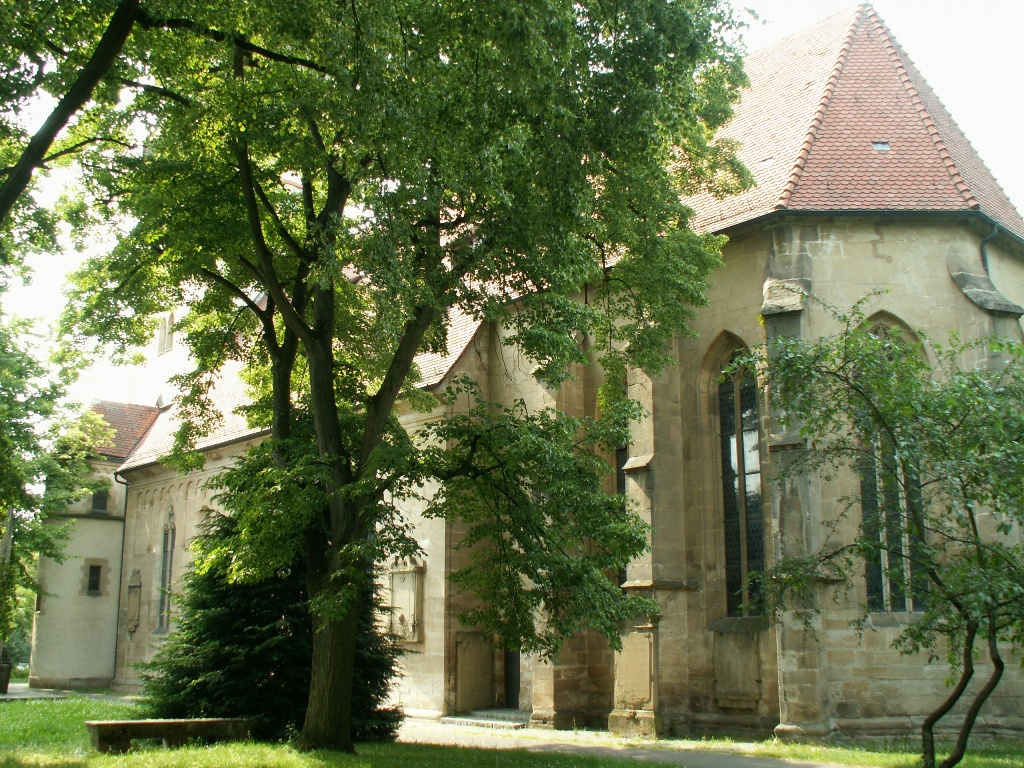
Ansicht des Kirchenschiffs
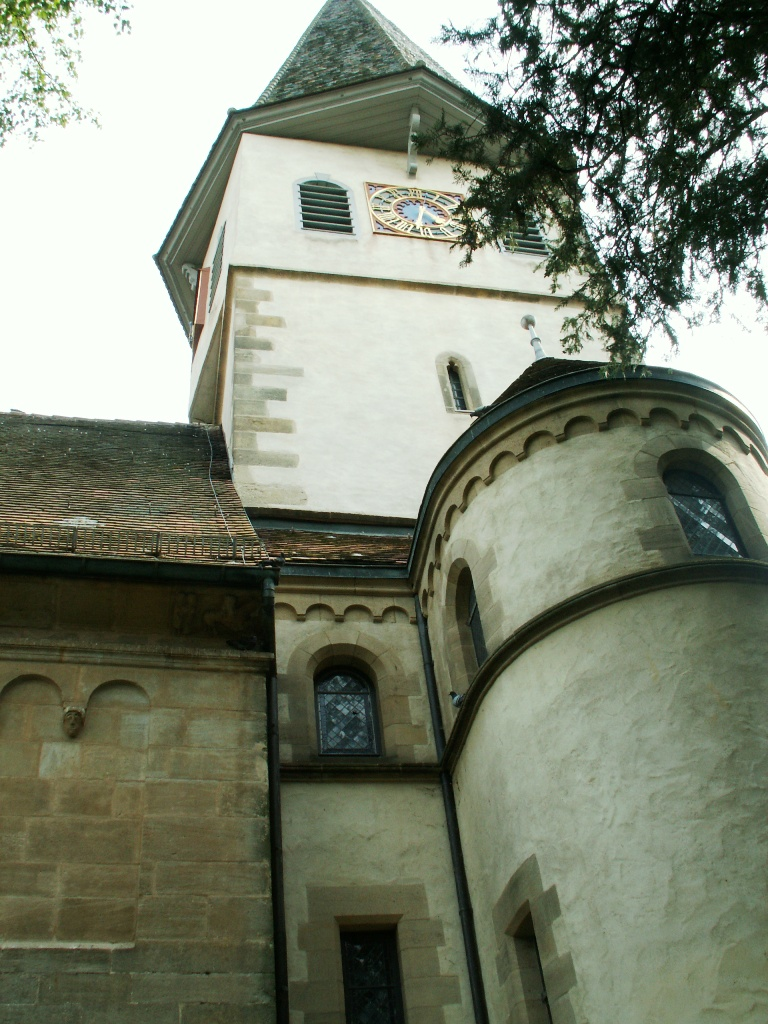
Seitenansicht des Turms
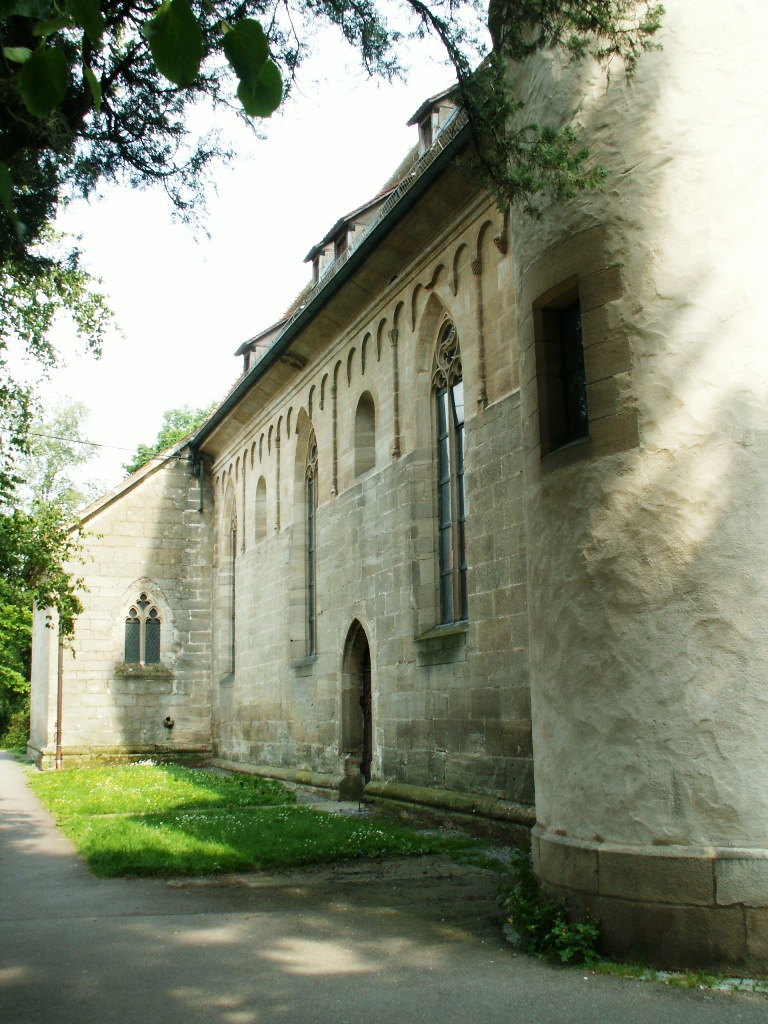
Ansicht der Nordseite
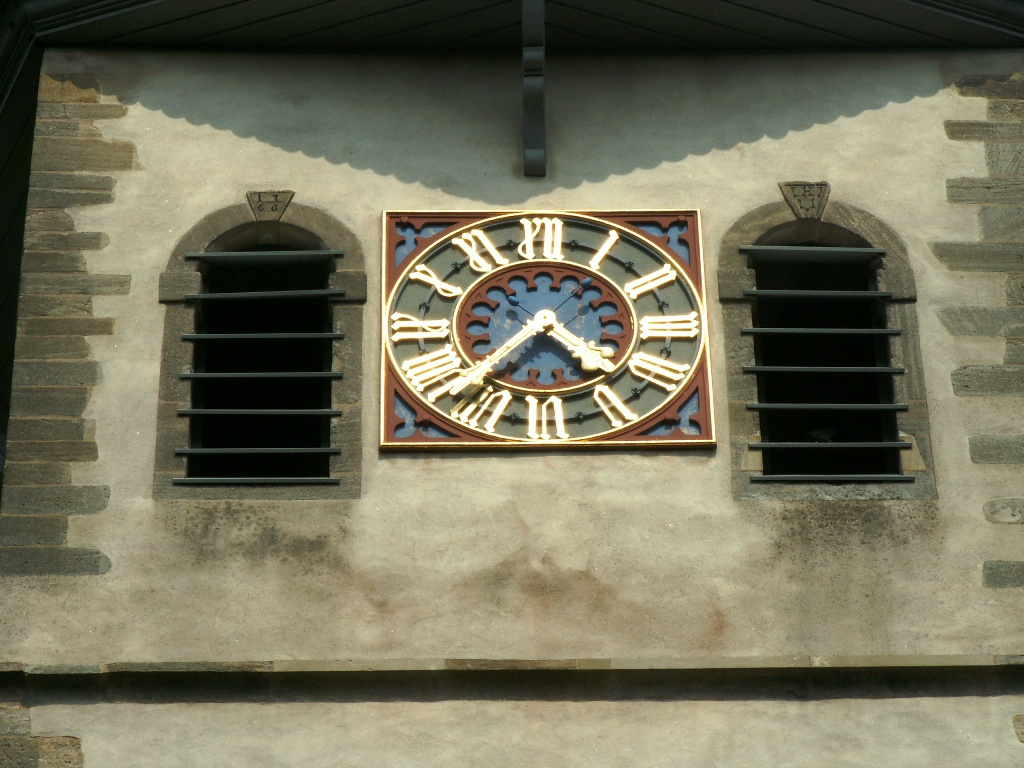
Uhr am Turm
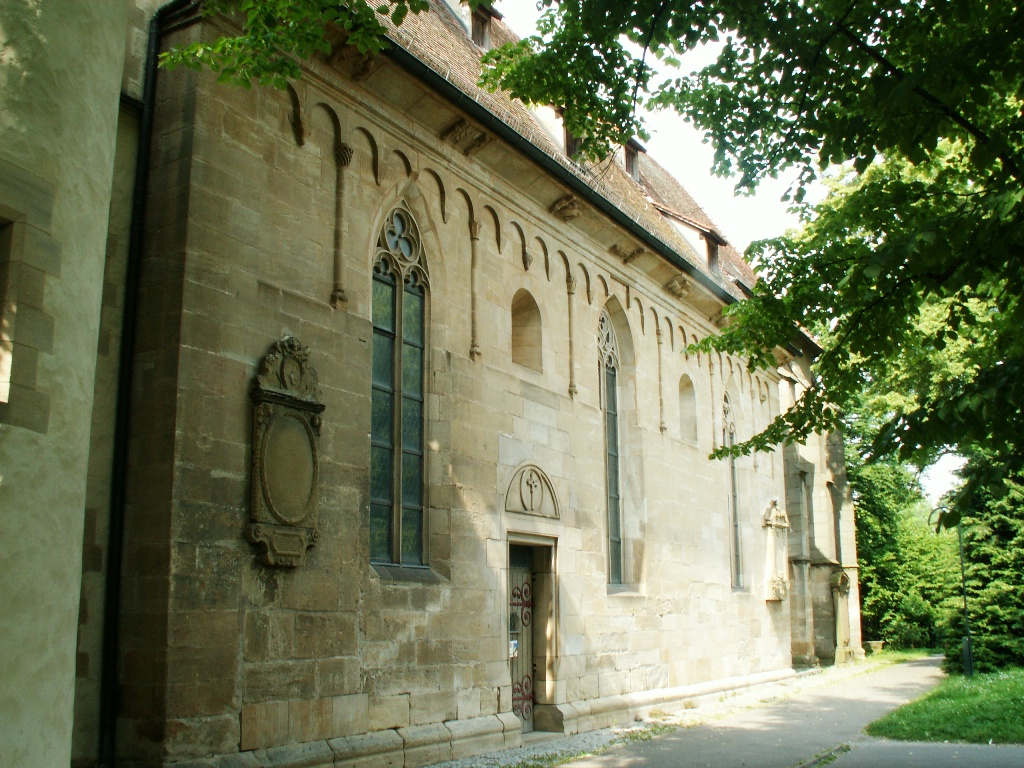
Ansicht der Südseite
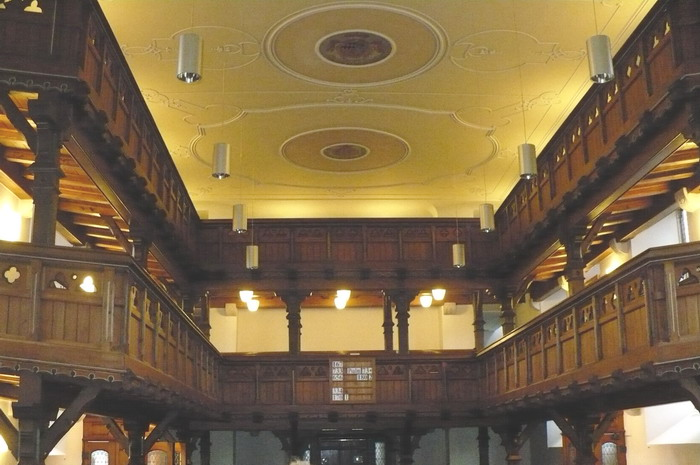
Doppelstöckige Holzempore
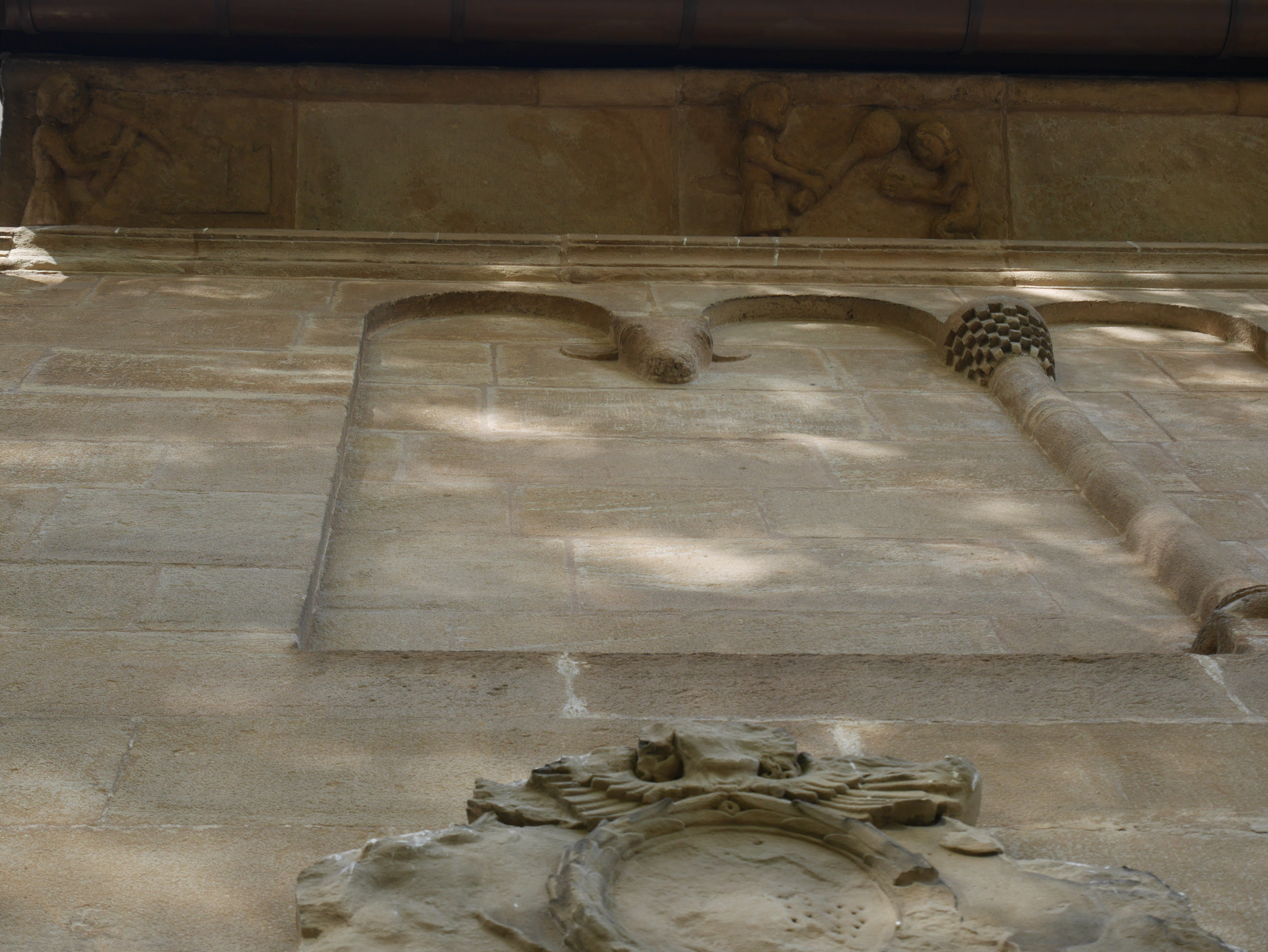
Reliefplastik unter Dachgesims Südwest rechts: Deutungsversuch Kain der den betenden Abel erschlägt
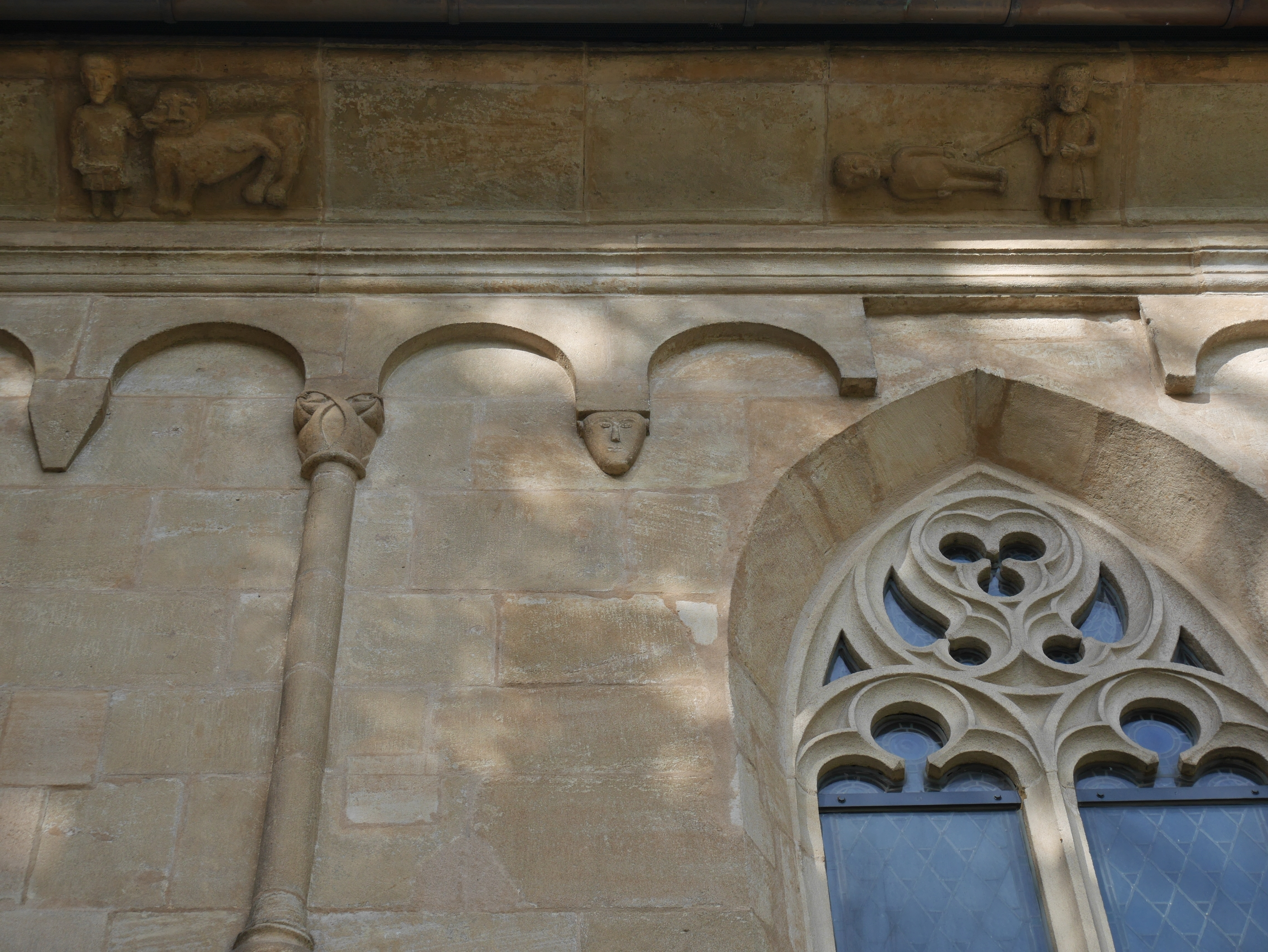
Frühromanische Reliefplastik unter Dachgesims Südwest, romanischer Fries Fassade und gotisches Fenster